# Die unschlagbaren Andersens
Der Familienfilm Die unschlagbaren Andersens ist eine dänische Filmkomödie aus dem Jahr 1997.

## Handlung
Die sechsköpfige dänischen Familie Anderson ist bei ihren Nachbarn nicht sehr beliebt. Am meisten bekommt dies ihre direkte Nachbarin zu spüren. Ein Briefkasten, den sie von ihrem Neffen aus Amerika geschenkt bekommen hat, wird oft das Opfer von Unfällen, die Mitglieder der Andersons verursachen. Andere Nachbarn haben schon längst die Flucht ergriffen.
Daher ist es für die Andersons schon zu einem Ritual geworden, neue Nachbarn zu begrüßen. Als Sune, der 11-jährige Sohn der Andersons Sofie das neue Nachbarsmädchen sieht, verliebt er sich sofort in sie. Bei Gergio und Birger sucht er Rat. Die beiden betreiben ein Restaurant, doch können sie sich nie einigen, was in diesem Restaurant eigentlich serviert werden soll. Birgers Spezialität, und das Einzige was er überhaupt kann, sind Hot Dogs. Gergio will aber unbedingt Pizza servieren. Die Streite der beiden enden meistens damit, dass Birger eine Bratpfanne vor den Kopf bekommt. Gergio erklärt Sune nun, dass Frauen auf Liebesgeschenke stehen. Und in einem Kaugummiautomat ist auch genau das richtige Paar Ohrringe für diesen Zweck. Doch zunächst muss Sune dort erst mal rankommen, da ihm das Geld fehlt.
Zudem steht noch das Problem des Urlaubs an. Jeder der Andersons hat eine andere Vorstellung, wohin es gehen soll. Der Vater will bei der Entscheidung schummeln, und manipuliert die Hölzchen, mit denen das Urlaubsziel normalerweise ausgelost wurde. Doch die Familie hat ihn durchschaut, und so entscheidet Flaschendrehen über das Urlaubsziel. Nach dem achtundvierzigsten Versuch, denn der Vater zweifelte das Ergebnis an, gewinnt stets die Mutter. Und so will die Familie nach Griechenland fliegen. Doch die Flugkosten sind viel zu teuer. So reicht es nur für einen alten klapprigen Wohnwagen.
Indes versucht Sune das Glück heraufzubeschwören. Sein kleiner Bruder findet auch etwas Geld und ein Rubbellos. Sune meint, mit einem Rubbellos gewinne man ohnehin nichts. Nach mehreren Versuchen schafft er es aus dem Kaugummiautomat die gesuchten Ohrringe für Sofie zu bekommen. Er lädt sie daraufhin in ein feines Restaurant ein. Doch er verliert das Geschenk auf dem Weg dorthin. Nach vielen Schwierigkeiten bekommt Sune das Geschenk zwar wieder, doch Sofie ist sauer auf ihn, weil er sie alleine im Restaurant gelassen hat.
Die Andersons wollen indes in die Ferien fahren. Doch mit dem alten Wohnwagen und ihrem alten Auto kommen sie nicht sehr weit. Da entdeckt der Vater das Rubbellos und gewinnt 50.000 dänische Kronen. Er investiert das Geld in einen neuen Wohnwagen, doch da das Auto immer noch das Alte ist, kommen sie auch diesmal nicht sehr weit. Und so landen sie, wie jedes Jahr, auf dem nahegelegenen Campingplatz. Dort machen auch Sofie und ihre Eltern Urlaub. Und so kann Sune Sofie doch noch sein Geschenk überreichen.